# Valjavec
Valjavec je priimek več znanih Slovencev:
- Franc(i) Valjavec, teolog, urednik
- Fritz Valjavec (1909—1960), avstrijsko-slovensko-nemški zgodovinar
- Ivan (Janez) Valjavec (1832—1875), rimskokatoliški duhovnik, literarni zgodovinar in pridigar
- Janko Valjavec (1888—1979), duhovnik, salezijanec
- Janko Valjavec (*1962), pisatelj kriminalk
- Josip (Jožef) Valjavec (1879—1959), duhovnik salezijanec, leksikograf, nabožni pisec, teolog
- Jure Valjavec, narodnozabavni glasbenik-klarinetist
- Mateja Breg Valjavec (*1979), geografinja (Geografski informacijski sistemi)
- Matija Valjavec (1831—1897), jezikoslovec, pesnik in pisatelj
- Metod Valjavec (1892—1970), duhovnik, frančiškan
- Metod Valjavec, radijski snemalec zvoka
- Nika Valjavec, prevajalka
- Peter Valjavec (1846—1909), klasični filolog
- Saša Valjavec, fotograf
- Tadej Valjavec (*1977), kolesar
- Tomaž Valjavec, športni plezalec, poslovni informatik
- Valerija Valjevec/Valjevec? (1889—1981), zdravnica pediatrinja
- Victor J. Valjavec (1876—1954), slovenski časnikar v ZDA